# 聯合廣場 (香港)

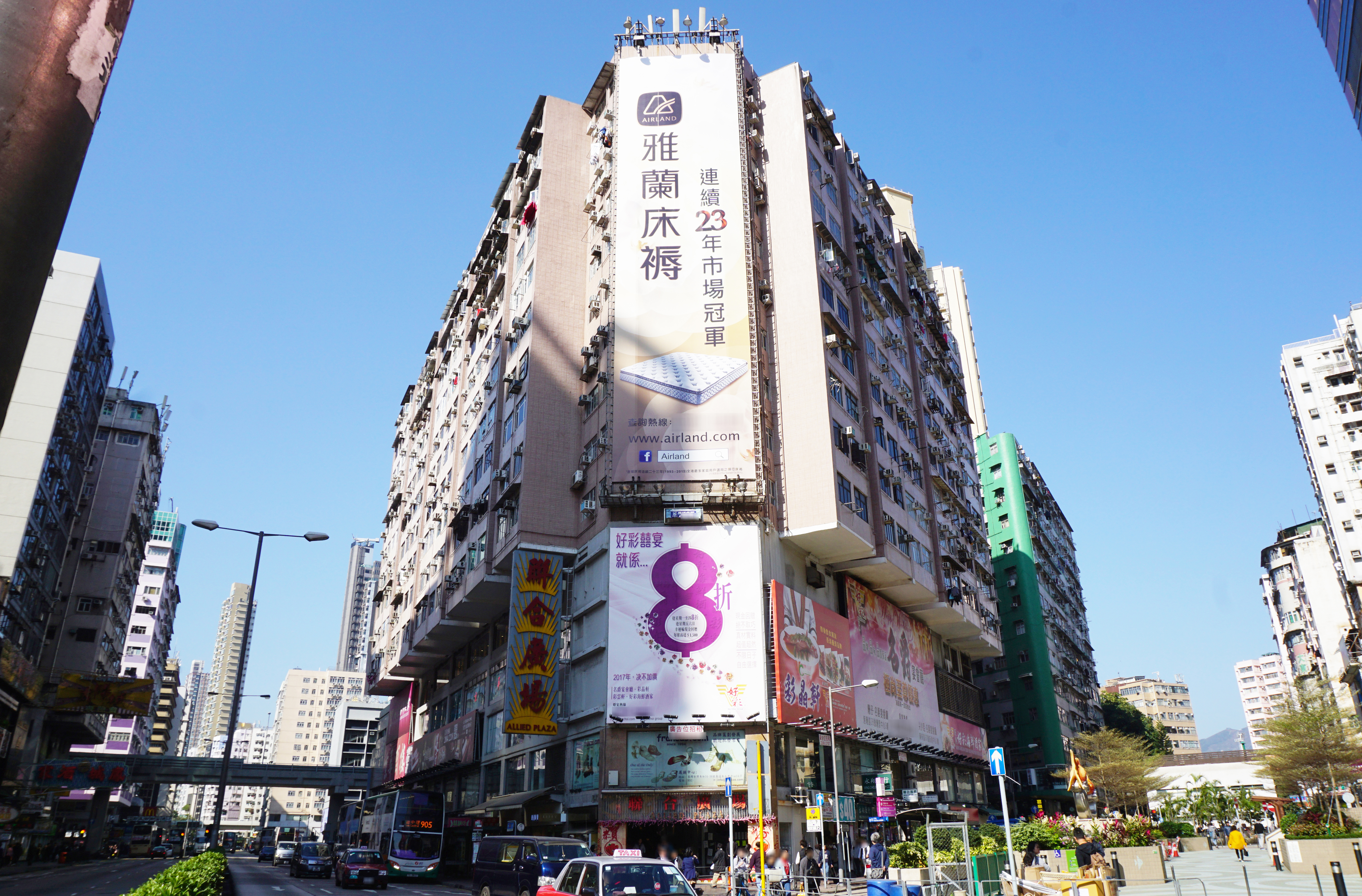
位於港鐵太子站附近的聯合廣場，為區內的主要商場之一

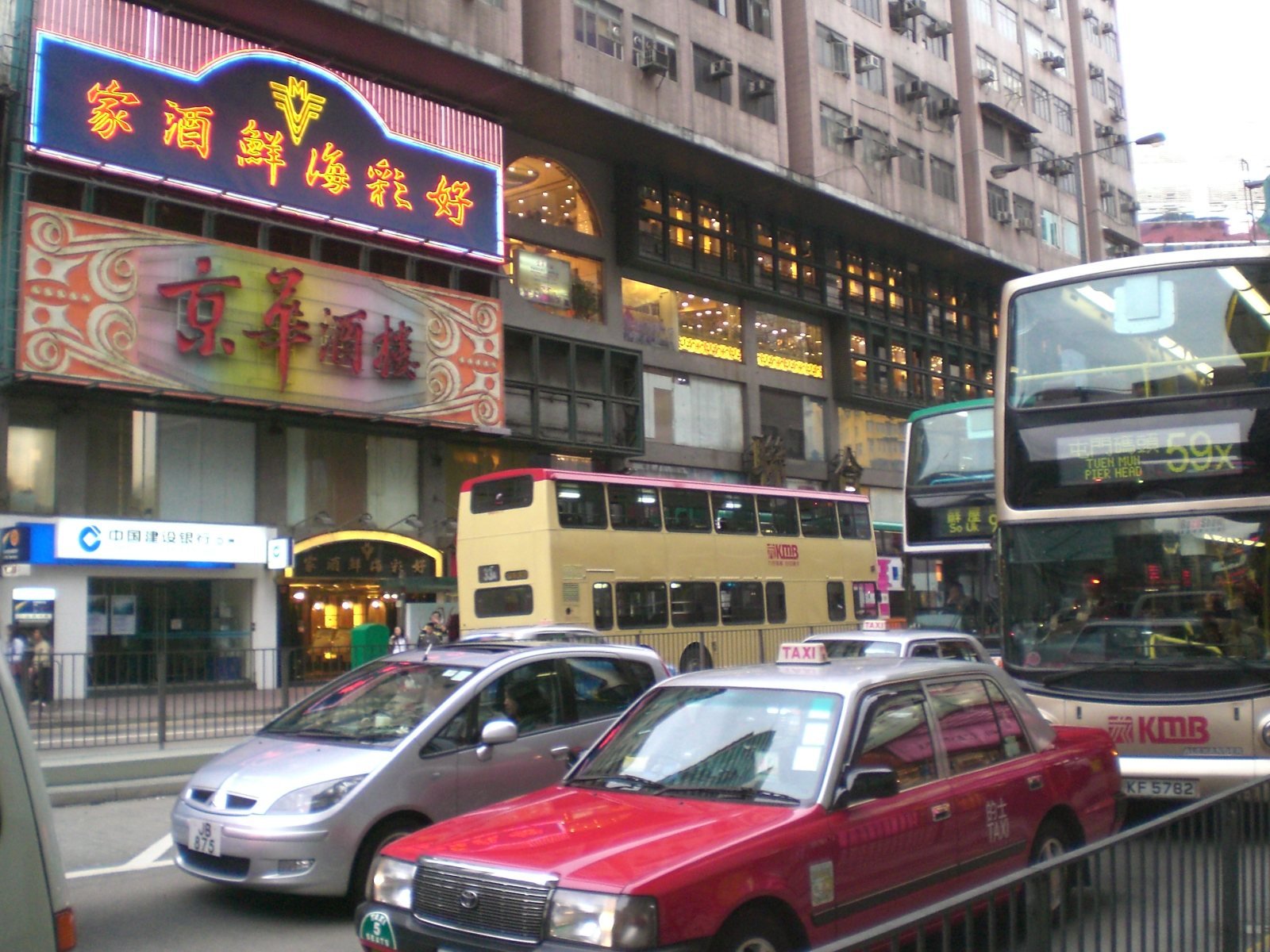
好彩海鮮酒家（旺角店）

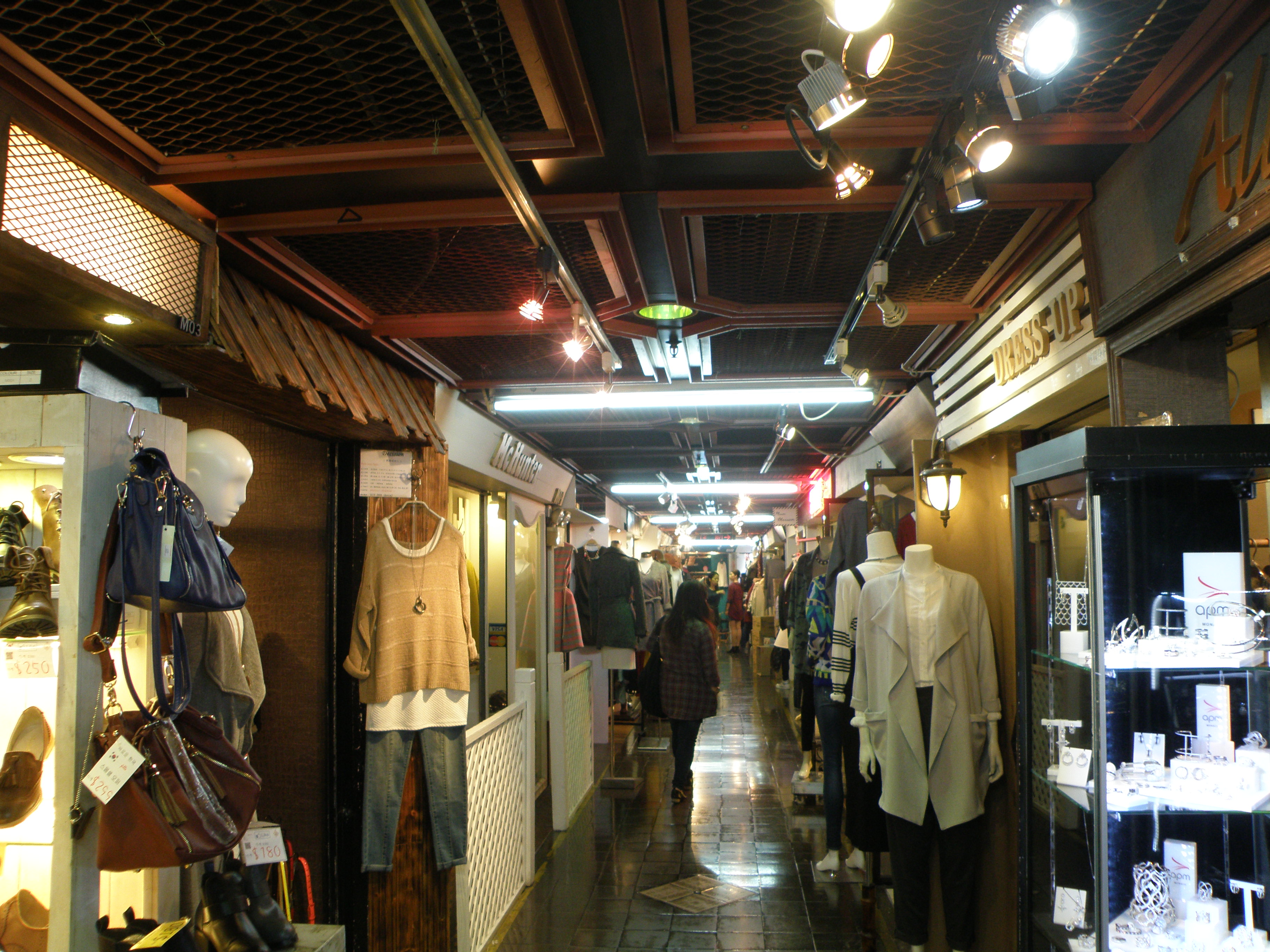
聯合廣場內貌

聯合廣場（英語：Allied Plaza），是一個位於香港九龍油尖旺區旺角彌敦道與水渠道、西洋菜南街交界、彌敦道760號東海大廈（英語：Cosmopolitan Centre）地下至3樓的購物商場。毗鄰港鐵太子站、旺角東站、金都商場、始創中心及MOKO 新世紀廣場。
現時地下、閣樓和1樓是一個售賣潮流服飾的購物商場，而地下外面也有售賣食品專賣店，例如Flash Coffee（已結業）、老虎堂黑糖專売（已結業）、阿波羅雪糕（已結業）、車厘哥夫餅店、花斑茶社、冠華食品等，2樓和3樓則各有一家酒樓，分別為百好名宴和好彩海鮮酒家。
日常管理由「聯合廣場業主委員會有限公司」負責。

## 歷史
原址前為東樂戲院（英語：Prince's Theatre），1931年落成，1970年結束後拆卸重建。
重建後樓高15層的東海大廈，於1973年落成。大大公司曾經在此開設總店，於1974年6月9日開業，1986年3月結業。
2年後，業主聯合地產推出大大總店改建計劃，結果吸引不少商戶購入作營業用途。原址被改裝後易名為聯合廣場。其頂層曾開設由譚詠麟、曾志偉等藝人合資經營的酒樓天天漁港，後期亦結業。

## 命案
1999年1月28日發生聯合廣場燃燒彈縱火案，5名男子向商場地下13號一間盜版光碟店投擲兩枚擲自製燃燒彈，一名13號鋪斜對面沖曬店等候取相片的顧客被燒死，兩名途人多處燒傷。